# Света мученица Калиопа
Света мученица Калиопа (Калиопи) је хришћанска светитељка и мученица.
Православна црква прославља свету Калиопу 8. (21.) јуна.
Живела је и пострадала у Римском царству у време прогона хришћана од стране цара Деција. Када је као девојка стасала за удају била је изузетно лепа и многи просци су тражили њену руку. Један незнабожачки просац је послао поруку да ће ако га она одбије у корист другог, посебно хришћанина, он покренути паганске власти спроведу свој начин правде. Калиопи није оклевала да да га одбије, већ му је и јасно ставила до знања да се не би удала за њега чак ни да постане хришћанин. Одбачени удварач је организовао је да буде изведена пред суд, где је оптужена по више основа, од ругања паганској вери до издаје државе. Проглашена је кривом, а одбијени просац је иступио да понуди повлачење оптужби против ње ако би се одрекла Христа и постала његова паганска невеста. Калиопа је све то одбила изабравши мучење и смрт.
Изведена је на јавни трг, везана је за стуб и немилосрдно бичевана све док јој одећа и месо нису били у дроњцима. Њено прелепо лице било је избраздано гвожђем за жигосање, а со јој је сипана у отворене ране, а док је дах живота још био у њој захтевано је од ње да се одрекне Христа. Пошто је истрајала у вери, била је посечена. Погубљена је 250. године, на почетку насилног прогона хришћана.

## Поштовање
У уметности је представљена са врелим гвожђем притиснутим на груди, симболично за жигосање које је претрпела пре смрти.